# Alba Helvorium
Alba Helvorium o Alba Augusta Helvorium, documentat també en la forma Alba Helviorum, fou una ciutat fundada pels romans, capital dels helvis. Es troba dins el territori del municipi francès d'Alban (Ardecha). Les restes arqueològiques són nombroses, al seu costat s'ha instal·lat un museu per ajudar a interpretar el seu significat als visitants.

## Història

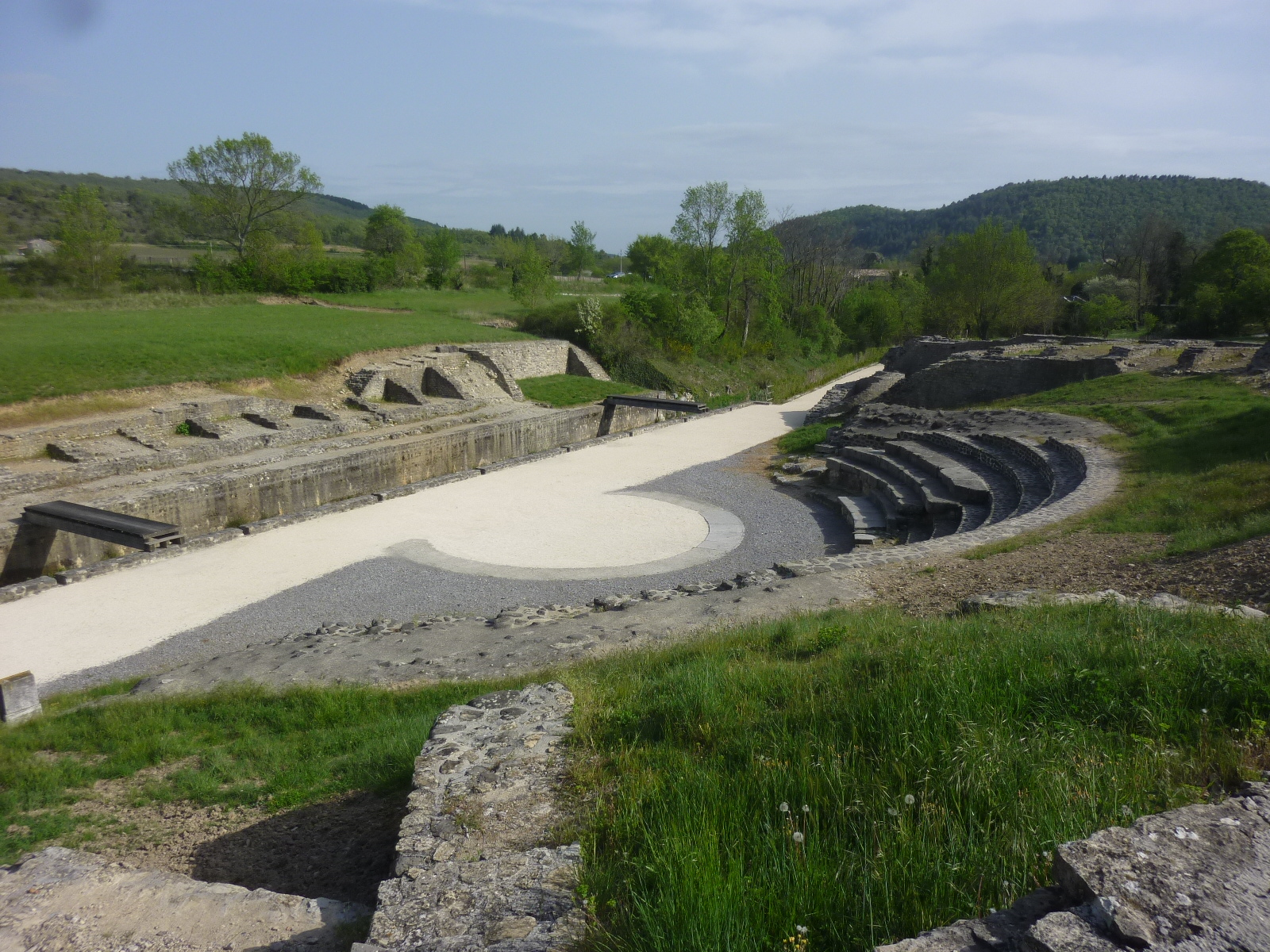
El teatre

Es creu que anteriorment a l'assentament romà hi havia un oppidum protohistòric sobre una plana anomenada Chaulène, coincidint amb la zona nord-oest de les ruïnes d'Alba Helvorium. Allà s'han trobat restes d'eines neolítiques de finals de tercer mil·lenni. També s'ha trobat les restes d'un habitatge que s'ha classificat, per les eines de ceràmica, com a pertanyent a la Cultura de La Tène fase III (segle I aC). En aquesta mateixa casa hi havia restes de ceràmica campaniforme importada de la península Itàlica i una moneda dels al·lòbroges.
Quan Bituitus, cap dels arverns, poble situat a l'altra banda de les Cevenes, fou detingut el 121 aC pel cònsol romà Fabi Màxim, el lloc d'Alba Helvorium era ja la capital dels helvis. Els seus veïns eren: al nord els segusiaves, a l'oest els vel·lavis i els gàbals, al sud els volques arecòmics. Fabi Màxim no va voler fer distincions entre els helvis dels al·lòbroges i els arvens, per tant els va incloure en la mateixa aliança amb Roma, segons la qual obtenien el títol d'amics del poble romà. Quan Juli Cèsar va visitar el lloc, va observar però, que eren autònoms, tenien els seus propis costums i una administració pròpia. L'any 83 aC, el cap dels helvis Cabur va obtenir la ciutadania romana, canviant el nom pel de Caius Valerius Caburus i el seu fill Caius Valerius Procillus va ser amic de Cèsar. La política pro-romana dels helvis va permetre a Cèsar d'instal·lar una guarnició a la rodalia. Acabada la seva conquesta de la Gàl·lia, Alba va tenir un important creixement econòmic.
En temps del geògraf Estrabó, Alba Helvorium pertanyia a la província de la Gàl·lia Aquitània i més tard es va integrar en la Gàl·lia Narbonesa. La ciutat va esdevenir el centre d'una regió agrícola, sobretot important pel conreu de la vinya i centre de les rutes comercials gal·les amb l'imperi romà. Es diu que Plini el Vell anava de viatge quan hi va passar un dia a la ciutat coincidint amb el temps que les vinyes estaven en flor. Cap a finals del segle ii la ciutat s'amplia cap a la vora de l'Escoutay, un afluent del Roine al seu pas pel sud on es construeix un teatre i cap al nord on es construeix un grup de cases vora el camí que mena a la vall que precedeix el Massís Septentrional.
Durant la cristianització, cap al segle iv, Alba va perdre importància, cedint el lloc a la ciutat de Vivièrs per ser aquesta una seu episcopal.
A la ciutat alemanya de Bonn, contra el mur del cementiri jueu, es conserva una làpida funerària d'un legionari romà en la qual hi ha una inscripció que diu que procedia d'Alba Helvorium.

## Arqueologia

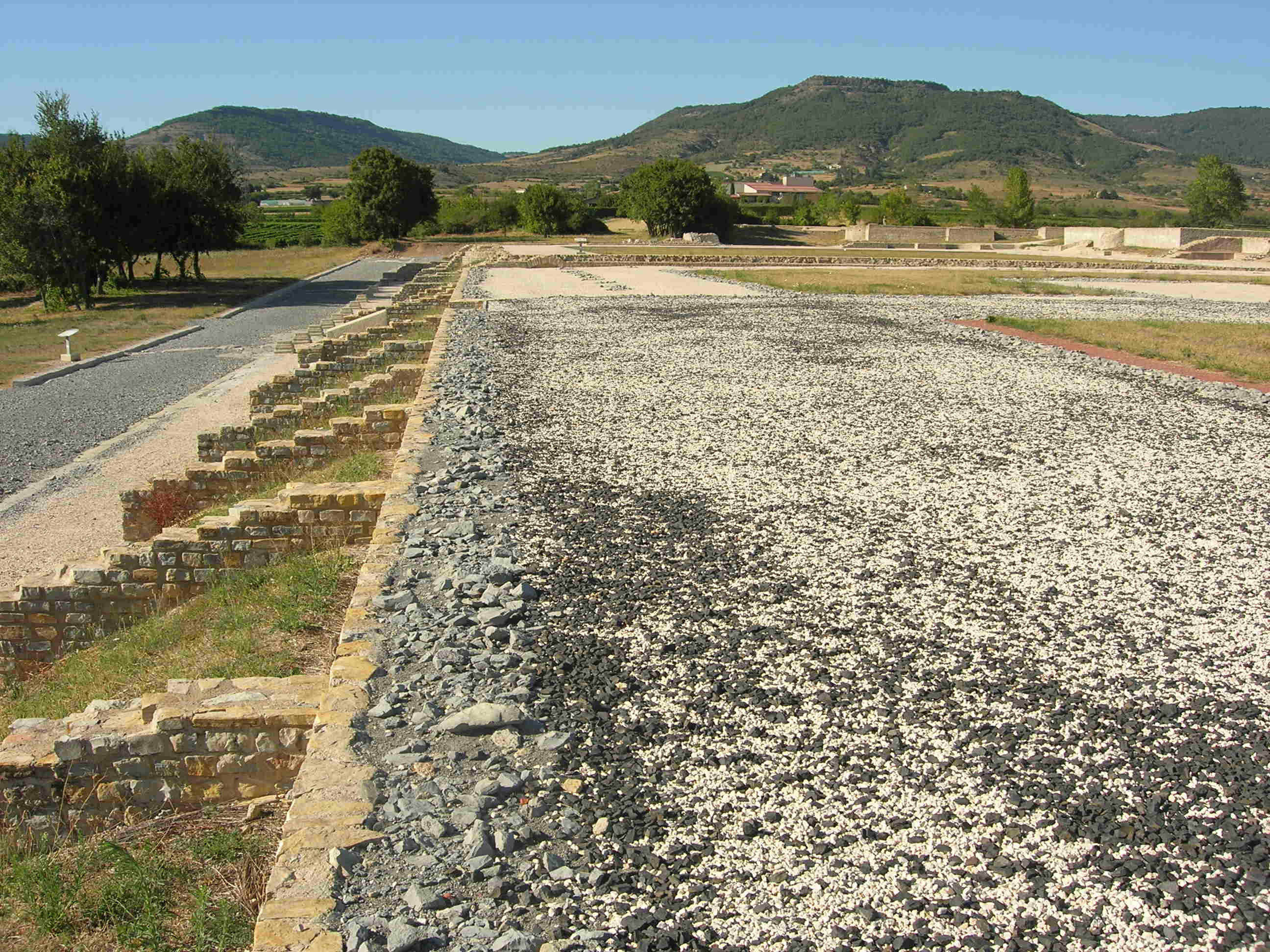
El cardo té 5 m d'amplada, 28 cm de gruix i se'n conserven 150 metres. Aquest carrer menava al fòrum i en les seves proximitats hi havien petites botigues.

Els treballs arqueològics van estar dirigits en un principi pel doctor Jos Jullien, qui va publicar un resum a la revista Rhodania. Entre el 1963 i el 1973 se'n va fer càrrec l'historiador Marcel Le Glay. Els treballs han continuat amb troballes inesperades, per exemple el 1992 va sorgir d'entre les runes l'estàtua d'un emperador divinitzat. S'han fet estudis sobre l'arquitectura però poc sobre la població. El lloc d'estudi ocupa 30 hectàries, circumscrites per les necròpolis de Saint-Martin (segles I i II dC) al sud-est i la de Saint-Pierre (segles II ‑ IV dC) a l'oest. La ciutat estava organitzada sobre un traçat de carrers perpendiculars al cardo central (nord-sud) i el decumanus (oest-est). A partir de l'edat mitjana els ciutadans van preferir construir les cases més cap a l'oest, fet que va contribuir a la conservació de les restes romanes. Les construccions més destacades són les següents: 

### El fòrum

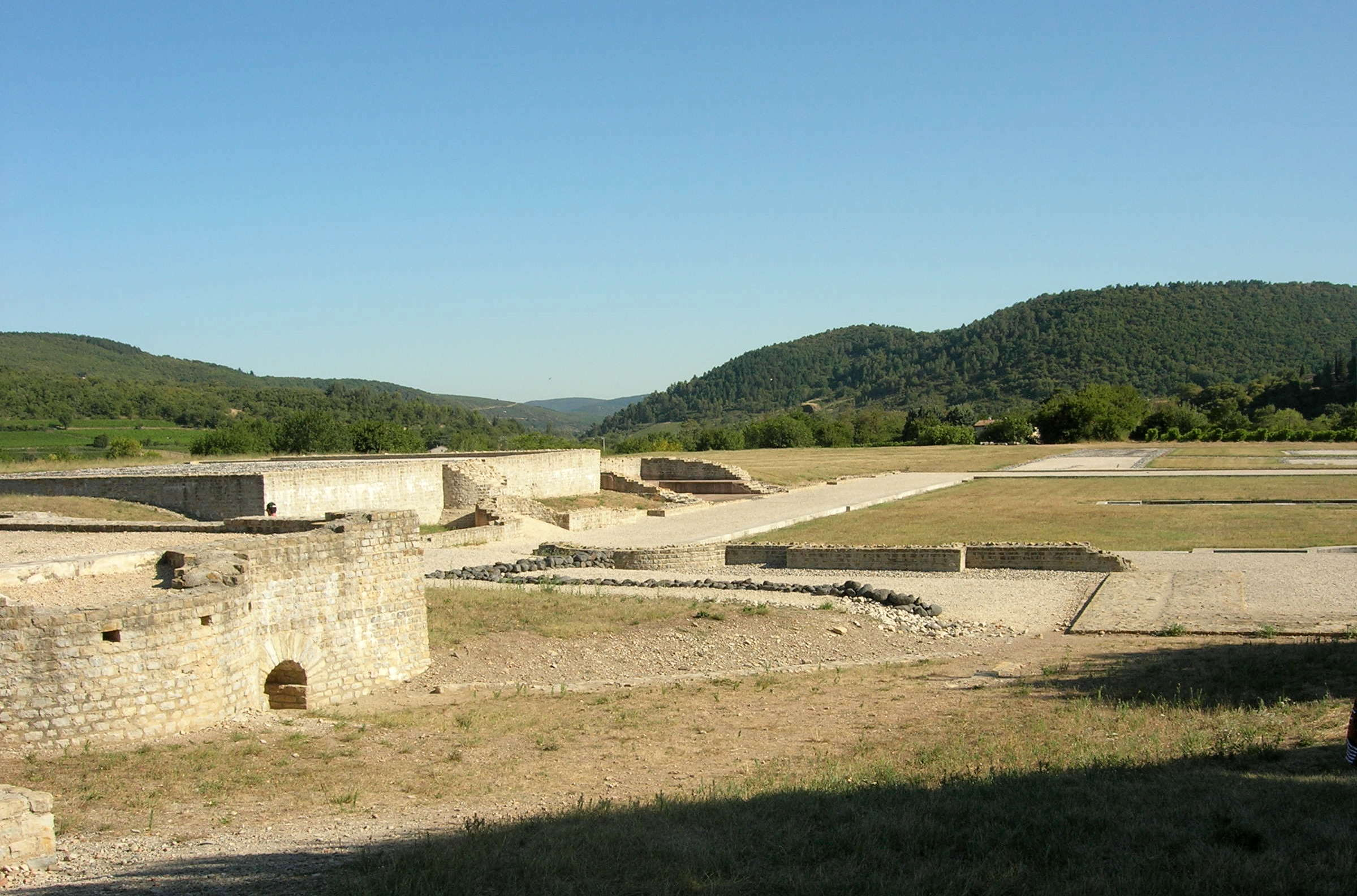
Restes del palau a la zona del fòrum.

- Un edifici públic amb pòrtic pels quatre costats, al centre hi havia un jardí amb dues piscines decoratives. A mitjan segle II es va afegir un exedra i al nord una altra piscina. Els arqueòlegs han anomenat aquest edifici "el palau", tot i que la seva funció no està gens clara.
- Un edifici econòmic o religiós. Té forma quadrangular amb un jardí i una piscina interiors. En un sarcòfag trobat al cementiri de Saint-Pierre es va trobar una pedra, probablement reutilitzada, on constaven els noms de quatre treballadors d'aquest edifici:fabri(obrers), utricularii(mestre d'obres) i dendrophori (subministradors de fusta per la construcció).
- Àrea sacra. Al sud del fòrum estava l'àrea sacra composta per dos edificis guarnits amb marbre i mosaic blanc i negre a terra.
- Una basílica. Edifici rectangular, zona pública i de negocis o amb funció de tribunal, situat al nord del fòrum. Avui dia només es conserven els fonaments.
- Un edifici per la cúria. Un edifici administratiu situat al costat de la basílica, del qual només queden els fonaments.

### Obra hidràulica
El 1966 es va descobrir una complexa canalització d'aigua cap a la ciutat: a 40 metres al sud, on la carretera nacional 102 creua la riera de Theoule. La seva amplada és de 60 cm, i l'alçada de 70 cm a l'inici però després supera els 2 metres. La construcció és d'una qualitat notable, té un petit dispositiu per mantenir netes les parets, cobert amb una volta de canó feta de pedra local.
Aquest canal té, en el seu mur esquerre uns petits forats per permetre la infiltració de l'aigua i al mur dret hi ha un enllaç amb canals secundaris que garanteixen la seva evacuació. La primera part de la canonada principal es talla a un nivell més baix que dona a una altra galeria la volta de la qual està formada per elements arquitectònics de reutilització, fragments de columnes i lloses. En una d'aquestes peces reutilitzades, està la inscripció de la persona responsable de la seva construcció.
L'obra, en conjunt servia potser "per recuperar les aigües de rierols i aprofitar-les per al reg, per enfortir el cabal de les aigües subterrànies i garantir així un subministrament més abundant i regular."

### Teatre
Durant el 1932-1935 es va treballar en el desenterrament de l'estructura del teatre. La seva construcció es va fer en tres fases. En l'etapa més antiga era una obra lleugera amb les grades fetes amb acumulacions de terra retinguda amb taulons de fusta. En una segona etapa, entre els anys 30-45 dC, es va fer amb pedra. A inicis del segle II es va dur una tercera fase de millores. Es van aixecar quatre murs semicirculars per sostenir el pes de les grades, dels quals només en subsisteix un. El teatre tenia un diàmetre de 68 m i podia allotjat 3000 espectadors. A la banda sud s'han trobat les restes d'un mur oblic que devia formar part d'un important edifici.

### Banys privats
En unes excavacions realitzades el 1965-1966 es van descobrir l'estructura d'uns banys que, per les seves dimensions, més podrien ser una construcció per a ús privat que els banys públics que acostumaven a fer els romans. Estan situats al sud-oest d'Alba Helvorium i a l'entrada del nucli urbà de la moderna Alban. Consta d'una primera sala que devia ser el vestuari (apodyterium). Al mateix nivell hi havia una altra sala, probablement el frigidarium amb dues banyeres una d'elles triangular revestida amb marbre. A continuació hi havia tres sales que eren piscines d'aigua calenta (tepidarium i caldarium); a baix d'aquestes tres sales s'ha trobat l'estructura de l'hipocaust. A l'oest d'aquestes piscines hi ha una petita sala de servei i a l'est hi ha una piscina elevada, aïllada de les altres, que devia contenir l'aigua de reserva.

### Vil·les

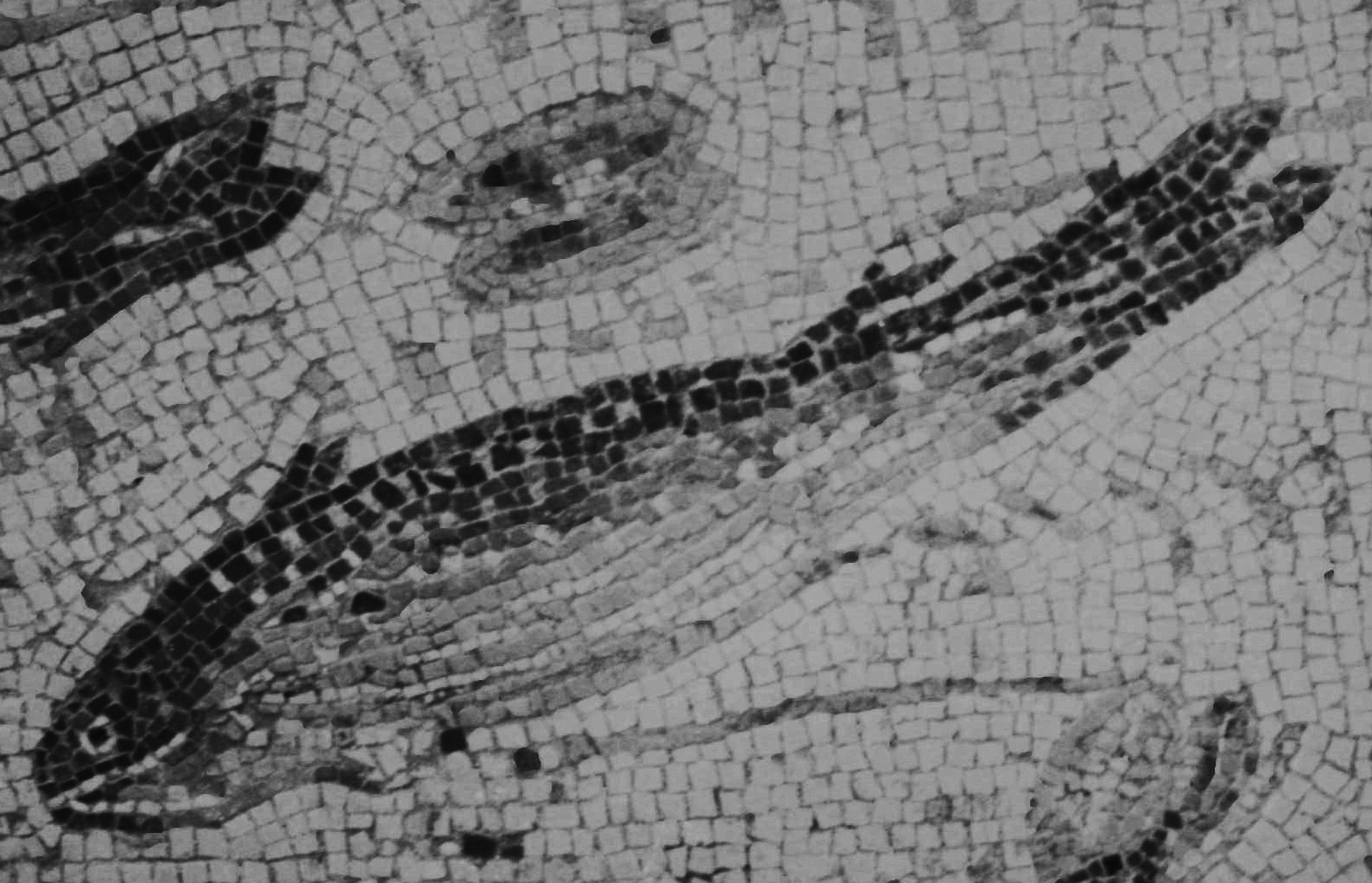
Mosaic en una de les vil·les.

El 1967 es van descobrir fortuïtament les restes d'unes vil·les, al sud de la carretera 102 i a prop del riu. Es tracta de dues cases de luxe separades per un camí. La primera vil·la o "vil·la sud" consta d'un peristil i un jardí amb una piscina de 10,5 m de fondària decorada amb mosaics. Un passadís condueix a un menjador (triclinium) a l'interior de la casa, les seves parets també estaven decorades amb mosaics seguint els criteris estilístics de la primera meitat del segle ii. Més a l'interior i ha una altra sala amb sistema de calefacció (hipocaust).
La segona vil·la o "vil·la nord" té mosaics més recents, de finals del segle II o del III, de l'època de la dinastia Severa. Sobre el llindar d'una porta de la casa destaca el mosaic d'uns peixos.

### Zona de Saint-Pierre
Segons la hipòtesi proposada el 1966 en aquesta zona es troben tres nivells superposats de construcció, el més antic data del segle i, un segon són restes medievals i per sobre està el nivell visible que és el més recent.

Al nivell més antic hi havia un edifici amb un pòrtic de 3,5 m de llargada. En un nivell superior sembla que hi havia un martyrium, que després es va ampliar fins a formar una església. En època Merovíngia, sobre algunes antigues tombes es va construir una catedral, que al segle xvii es va abandonar.